# James Fauntleroy
James Edward Fauntleroy II (* 16. Mai 1984 in Inglewood, Kalifornien) ist ein US-amerikanischer Sänger, Songwriter und Musikproduzent. Er ist vor allem für seine Songwriting-Arbeit und Gastauftritte in Songs von Künstlern wie Travis Scott, Frank Ocean, Kendrick Lamar, SZA, Drake, J. Cole, Vince Staples, Jhené Aiko, Big Sean, Jay-Z, John Mayer, Bruno Mars, Lady Gaga, Chris Brown, Beyoncé, Rihanna und Justin Timberlake bekannt. In den Jahren 2014 und 2018 gewann Fauntleroy den Grammy Award für den besten R&B Song.

## Karriere
Fauntleroys Durchbruch gelang ihm im Jahr 2007, als er fünf Songs für Lieder für Chris Browns Album Exclusive schrieb. Zwei Jahre später war er maßgeblich an Rihannas viertem Album Rated R beteiligt und war Co-Autor von sechs der 15 Lieder. 2011 steuerte Fauntleroy den Gesang für fünf Songs auf dem Album The Dreamer/The Believer von Common bei. Er war in den Songs Dreamer (feat. Maya Angelou), Gold, Cloth, Celebrate und Windows zu hören, und steuerte 2012 Passagen zu Kanye Wests ersten G.O.O.D Music Kollaborationsalbum Cruel Summer bei, auf welchem er in den Liedern Clique, Higher, Sin City und The One zu hören ist.
2013 hatte Fauntleroy Auftritte in Girls Love Beyoncè von Drake, Nipsey Hussles Crebshaw, Travis Scotts Owl Pharaoh, J. Coles Born Sinner und Big Seans Hall of Fame. Er steuerte ebenfalls Texte und zusätzliche Vocals zu New Kids on the Block 10 und Jay-Zs Album Magna Carta Holy Grail bei. Des Weiteren trat er bei den Soul Train Music Awards auf. Am 15. November 2013 veröffentlichte Timbaland Know Bout Me, die erste Single aus seinem Album Textbook Timbo, auf dem Fauntleroy, Drake und Jay-Z Gastauftritte haben. Fauntleroy war außerdem an allen Songs von Justin Timberlakes Album The 20/20 Experience und zwölf Titeln des Nachfolgers The 20/20 Experience – 2 of 2 beteiligt und war maßgeblich an den Texten beteiligt. Für die Single Pusher Love Girl des letzteren Albums gewann Fauntleroy 2014 den Grammy Award den besten R&B Song.
Im Jahr 2015 schrieb er vier Titel für Rihannas achtes Studioalbum Anti und war auf dem Album To Pimp a Butterfly von Kendrick Lamar zu hören, welches bei den 58. Grammy Awards in der Kategorie Album des Jahres nominiert war. 2016 war er außerdem an sieben Titeln für das dritte Studioalbum von Bruno Mars, 24K Magic, beteiligt.

## Diskografie (Auswahl)
Lieder
- 2017: Wavy (Interlude) (SZA (Sängerin) feat. James Fauntleroy, US: Gold)
- 2021: Sorry Not Sorry (DJ Khaled feat. Nas, Jay-Z & James Fauntleroy)

## Auszeichnungen
Fauntleroy war für sieben Grammy Awards nominiert und gewann vier davon.
| Jahr | Werk                               | Kategorie                  | Resultat  |
| ---- | ---------------------------------- | -------------------------- | --------- |
| 2014 | Pusher Love Girl (als Autor)       | Best R&B Song              | gewonnen  |
| 2015 | Beyoncé (als Künstler)             | Album of the Year          | nominiert |
| 2016 | To Pimp a Butterfly (als Künstler) | Album of the Year          | nominiert |
| 2018 | That's what I like (als Autor)     | Song of the Year           | gewonnen  |
| 2018 | That's what I like (als Autor)     | Best R&B Song              | gewonnen  |
| 2018 | 24K Magic (als Autor)              | Album of the Year          | gewonnen  |
| 2024 | Nova (mit Terrace Martin)          | Best Progressive R&B Album | nominiert |